# دوري جزر كوك لكرة القدم 1993
دوري جزر كوك لكرة القدم 1993 (بالإنجليزية: 1993 Cook Islands Round Cup) هو موسم من دوري جزر كوك لكرة القدم. فاز فيه توبابا مارايرينغا.